# Матю Сейнт Патрик
Матю Сейнт Патрик (на английски: Mathew St. Patrick) (роден на 17 март 1968 г.) е американски актьор, най-известен с ролята си на Кийт Чарлс в сериала „Два метра под земята ООД“.